# Двигатель Toyota U
Toyota U — оппозитный двигатель внутреннего сгорания, который выпускался компанией Toyota. Оригинальная версия двигателя выпускалась в 1960-х и 1970-х годах в конфигурации Flat-Twin. Производство серии U возобновилось в 2012 году на базе четырёхцилиндрового двигателя Subaru, применявшегося в Toyota 86.

## U
Двигатель U объёмом 697 см3 выпускался с 1961 по 1966 год. Его мощность варьировалась от 21 до 24 кВт (28—32 л. с.). Двигатель устанавливался на автомобили Toyota Publica.

## 2U
Двигатель 2U объёмом 790 см3 выпускался с 1965 по 1969 год, а аналогичный двигатель 2U-B выпускался с 1966 по 1976 год. Мощность 2U-B, установленного на Publica, составляет 36 кВт (48 л. с.) при 5400 об/мин. При установке на Toyota MiniAce (UP100) двигатель развивает мощность 26 кВт (36 л. с.) при 4600 об/мин и степень сжатия 8,2:1. 2U-C, применявшийся в некоторых моделях серии Publica 20, развивал мощность 29 кВт (39 л. с.) при 5000 об/мин. Также двигатель применялся в спортивном автомобиле Toyota Sports 800, который являлся производным от Toyota Publica.

## 4U

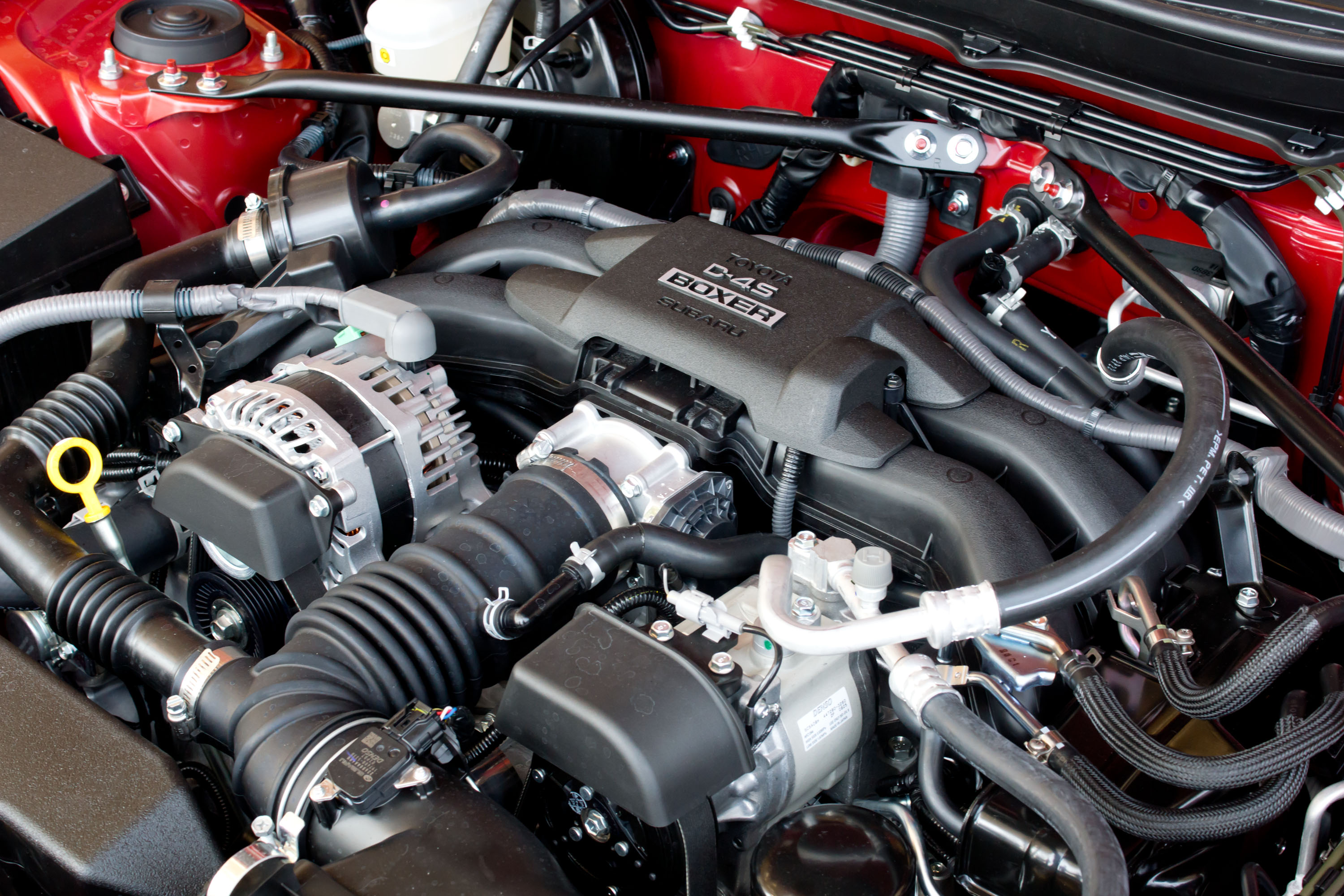
4U

4U-GSE, представленный в 2012 году на Toyota 86, имел 4 цилиндра, а диаметр цилиндра и ход поршня составляли 86 мм. Двигатель разработан и выпущен компанией Subaru в Оидзуми, Ота. Он оснащён системами прямого впрыска Toyota D4-S и развивал мощность 147 кВт (197 л. с.) при 7000 об/мин и крутящий момент 205 Н⋅м при 6600 об/мин. Степень сжатия составляет 12,5:1. В 2016 году мощность была увеличена до 153 кВт (205 л. с.) при сочетании с механической трансмиссией. К 2021 году 4U-GSE был снят с производства.